# Jatimulyo (Dlingo)
Jatimulyo is een bestuurslaag in het regentschap Bantul van de provincie Jogjakarta, Indonesië. Jatimulyo telt 6222 inwoners (volkstelling 2010).